# Boise
Boise (pronuncia-se: Boisi ou Boizi) é a capital e cidade mais populosa do estado norte-americano do Idaho, e sede do condado de Ada. Localiza-se às margens do rio Boise.
É a principal cidade da região metropolitana de Boise. É a terceira maior cidade do noroeste americano, atrás de Seattle e Portland. Boise serve como o governo primário, econômico, cultural e centro de transporte para a área.

## Geografia
Boise está localizado a 43° 36′ 49″ N, 116° 14′ 16″ O (43.613739, -116.237651), no sudoeste de Idaho, cerca de 66 km a leste da fronteira de Oregon e 177 km ao norte da fronteira de Nevada. A cidade fica a uma altitude de 824 m acima do nível do mar. É banhada pelo rio Boise.
A maior parte da Região metropolitana de Boise se encontra em uma planície ampla e relativamente plana, descendo para o oeste. Montanhas se levantam para o Nordeste, que se estende da ponta do sudeste ao limite da cidade de Boise, nas proximidades da parte norte de Idaho. Estas montanhas são conhecidas popularmente como os contrafortes de Boise e às vezes são descritas como no sopé das Montanhas Rochosas. Cerca de 55 km a sudoeste de Boise, e cerca de 42 km a sudoeste de Nampa, as Montanhas Owyhee ficam inteiramente na vizinha Owyhee County.
De acordo com o Departamento do Censo dos Estados Unidos, a cidade tem uma área de 220,1 km², dos quais 217,6 km² estão cobertos por terra e 2,5 km² (1,1%) por água.

### Clima
O clima de Boise é caracterizado como  semi-árido, com quatro estações distintas. Boise possui experiências com verões quentes e secos, onde as temperaturas muitas vezes podem exceder 38 °C, bem como invernos frios com valores justos de neve. Precipitação é geralmente pouco frequente e leve, com média de uma polegada (25,4 mm) por mês. Março é o mês mais chuvoso, com média de 1,41" (36 mm) de precipitação, e em agosto é o mês mais seco com 0,30" (7,6 mm). A primavera e o outono são geralmente temperados.

## Demografia
Boise tem crescido consideravelmente nos últimos anos e agora é comparável em tamanho a outras cidades norte-americanas, no centro de suas próprias áreas metropolitanas dos Estados Unidos. Seu crescimento populacional é comparável a cidades como Grand Rapids, Des Moines, Providence e Akron, em Ohio. Desde 1900, o crescimento populacional médio, a cada dez anos, é de 43,2%.

### Censo 2020
Segundo o censo nacional de 2020, a sua população é de 235 684 habitantes e sua densidade populacional é de 1 082,9 hab/km². Seu crescimento populacional na última década foi de 14.6%, abaixo do crescimento estadual de 17.3%. É a cidade mais populosa do Idaho e a 95ª mais populosa dos Estados Unidos.
Possui 102 295 residências que resulta em uma densidade de 470,0 residências/km² e um aumento de 10.4% em relação ao censo anterior. Deste total, 4,7% das unidades habitacionais estão desocupadas. A média de ocupação é de 2,4 pessoas por residência.

### Censo 2000
De acordo com o censo de 2000, havia 185 787 pessoas na cidade, 74 438 famílias e 46 523 famílias que residiam na área urbana. A densidade populacional foi 1 124,7 hab/km². Havia 77 850 unidades habitacionais em uma densidade média de 471,3 residências/km². A composição étnica/racial da cidade era:
- 92,15% Brancos
- 0,77% Pretos
- 0,70% Nativos indígenas
- 2,08% asiáticos
- 0,16% das ilhas do Pacífico
- 1,74% de outras raças
- 2,39% Mestiços  - a partir de duas ou mais raças
- Hispânicos de qualquer raça eram 4,53% da população

Havia 74 438 domicílios, dos quais 32,5% tinham crianças com menos de 18 anos que vivem com eles, 48,7% eram casados e/ou vivem juntos, 10,0% tinham uma pessoa do sexo feminino sem marido presente, e 37,5% eram não-familiares. 28,0% das famílias eram compostas de pessoas e 7,9% tinham alguém que vive sozinho com 65 anos de idade ou mais. O tamanho médio do agregado familiar foi 2,44 e o tamanho médio da família foi 3,03.
Na cidade a população estava distribuída por:
- 25,3% com idade inferior a 18 anos;
- 11,7% com idade de 18 a 24 anos;
- 32,3% com idade entre 25 e 44 anos;
- 20,6% com idade entre 45 e 64 anos;
- 10,0% 65 anos ou mais de idade.

A idade mediana foi de 33 anos. Para cada 100 mulheres existiam 98,1 homens. Para cada 100 mulheres de 18 anos ou mais, havia 95,8 homens.
A renda mediana para uma casa na cidade era de 42 432 dólares, e a renda mediana para uma família era de 52 014 dólares. Localidade com uma renda mediana de 36 893 dólares contra 26 173 dólares para o sexo feminino. A renda per capita da cidade era 22 696 dólares. Cerca de 5,9% das famílias e 8,4% da população estava abaixo da linha da pobreza, incluindo 9,7% dos menores de 18 anos e 6,0% dos 65 anos de idade ou mais.

## Condecorações
Boise freqüentemente recebe reconhecimento nacional por sua qualidade de vida e ambiente de negócios. Alguns rankings nacional recente:
- Os melhores lugares para negócios e carreiras: revista Forbes (2007)
- Melhor lugar urbano e meio ambiente: Earth Day Network (2007)
- Lugar mais seguro para viver: Farmers Insurance (2006)

## Marcos históricos
O Registro Nacional de Lugares Históricos lista 141 marcos históricos em Boise. O primeiro marco foi designado em 15 de outubro de 1966 e o mais recente em 27 de julho de 2020. Existe apenas um Marco Histórico Nacional na cidade, o Assay Office, designado em 30 de maio de 1961.